# Die Frau meiner Träume
Die Frau meiner Träume ist ein deutscher Musikfilm von Georg Jacoby aus dem Jahr 1944.

## Handlung
Julia Köster ist ein gefeierter Revuestar, will jedoch endlich einmal Urlaub machen. Als der Theaterdirektor sie direkt nach einem Auftritt schon für die nächste Revue verplant, eilt Julia überstürzt in Unterrock und Pelzmantel zum Bahnhof. Da der Theaterdirektor ihr Bleiben durchsetzen will, lässt er Julias Mädchen Luise sämtliche Koffer aus dem Zug holen. Julia fährt dennoch los in die Berge. Als sie bemerkt, dass nicht nur ihre Koffer fehlen, sondern auch ihr Abteil inzwischen weitervergeben wurde, steigt sie beim nächsten Halt des Zuges aus – und steht allein in eisiger Winternacht, da der Zug nur wegen Bauarbeiten kurz auf freier Strecke angehalten hat. Der nächste Bahnhof ist 20 Kilometer entfernt, doch finden sich in der bergigen Landschaft in der Ferne Hütten. Julia macht sich auf den Weg. Als plötzlich Teile des Berges gesprengt werden, ruft sie um Hilfe und wird vor Aufregung ohnmächtig.
Ihre Rufe hören die Ingenieure Peter und Erwin, die sie ins Warme bringen. Erwin hat gerade ein Lied von Julia im Radio gehört und schwärmt für die ihm unbekannte Frau. Der bodenständige Peter lehnt extravagante Frauen ab und sieht auch Julia nur als vorübergehenden Gast an. Die kommt zu sich und will sofort zum nächsten Bahnhof gebracht werden. Die Straßen sind jedoch vereist und so vertrösten beide Männer sie auf den nächsten Morgen. In einer unbeobachteten Sekunde reißt Julia aus und fährt mit Peters Motorrad los, verursacht jedoch einen Unfall und kehrt reumütig zurück. Sie telefoniert mit Luise, die ihr ihre Sachen zum nächsten Bahnhof bringen soll, doch hört der Theaterdirektor mit und schließt sich Luise an. Julias Plan, am nächsten Morgen mit dem Motorrad zum Bahnhof gefahren zu werden, scheitert an einer kaputten Zündkerze, doch findet Julia Gefallen an der Situation und am abweisenden Peter. Längst hat sie vom in sie verliebten Erwin erfahren, dass Peter extravagante Frauen ablehnt, mit dem Revuestar Julia Köster nichts anfangen kann und glaubt, dass solch singende Stars nie häuslich sein könnten. Julia will ihn vom Gegenteil überzeugen. Sie versucht, ihn durch Flirts mit Erwin eifersüchtig zu machen. Als Erwin zudringlich wird, rettet sie sich weinend zu Peter, der nun mit einem Mal freundlich zu ihr ist. Sie kümmert sich fortan um seinen Haushalt, kocht für ihn und beide kommen sich näher. Gerade, als Julia sich eine gemeinsame Zukunft mit Peter auszumalen beginnt, erscheinen Luise und der Theaterdirektor in den Bergen. Julias Identität wird aufgedeckt und Julia erklärt dem Direktor, dass sie Abschied von der Bühne nehmen will, da sie heiraten wird. Peter jedoch fühlt sich von Julia belogen und wendet sich von ihr ab. So entscheidet sich Julia am Ende doch, in der neuen Revue des Theaterdirektors aufzutreten, die Die Frau meiner Träume heißen wird.
Zur Premiere erscheinen auch Erwin und Peter. Peter will in der Pause Julia in ihrer Garderobe besuchen und wird versehentlich in dem leeren Raum eingeschlossen. Die Revue endet mit einem großen Finale und wird ein voller Erfolg. Julia findet nach der Vorstellung Peter in ihrer Garderobe und reagiert ungehalten. Auf seine Frage, ob sie ihn liebe, antwortet sie „nein“. Er gesteht ihr seine Liebe und geht. Sie eilt ihm nach und holt ihn vor dem Theater ein. Auch sie gesteht ihm nun, dass sie ihn liebt, und beide fallen sich in die Arme – sehr zur Begeisterung des Premierenpublikums, das in Applaus ausbricht.

## Produktion
Die Frau meiner Träume wurde vom 9. März bis 25. September 1943 in Kärnten, in den Ufa-Ateliers in Berlin-Tempelhof und größtenteils in Potsdam-Babelsberg, dem heutigen Studio Babelsberg in Potsdam, gedreht. Der Film war nach Frauen sind doch bessere Diplomaten der zweite Farbfilm, den Marika Rökk drehte. Während der Dreharbeiten stellte sie fest, dass sie schwanger war. In ihrer Autobiografie Herz mit Paprika beschreibt sie die turbulenten Dreharbeiten zwischen Fressattacken und Schwangerschaftsübelkeit. „Täglich neun Monate lang übergab ich mich, fühlte ich mich zerschmettert. […] Meine Augen bekamen rote Äderchen – eine kleine Katastrophe bei einem Farbfilm. […] Fest steht, daß ich bei Frau meiner Träume gar keine ‚Traumfrau‘ mehr war. Aber was halfs: Ich spielte eine.“ Tochter Gabriele Jacoby kam schließlich im April 1944 zur Welt. Nötige Nachdrehs konnten daher ab April 1944 vorgenommen werden. Der Film erlebte schließlich am 25. August 1944 im Berliner Marmorhaus und im Germania-Palast auf der Frankfurter Allee seine Premiere.
Im Film sind verschiedene Schlager zu hören, die von Marika Rökk, bzw. mit Rudi Schuricke und mit Walter Müller, gesungen werden: In der Nacht ist der Mensch nicht gern alleine, Mach’ dir nichts daraus, Alles ist noch wie ein Traum für mich und Ich warte auf dich. Zu seiner Zeit galt Die Frau meiner Träume als „damals teuerste[r], üppigste[r] europäische[r] Farbrevuefilm“.

## Kritik
Die Kritik schrieb, dass die Filmhandlung „den amourös unterhaltsamen Charakter des Wienerfilms mit sympathisch einfachen Mitteln verkörpert“, während die Revuedarbietungen wieder „den üppigen Stil pompöser UFA-Filme verrät“.
„Franz Grothes unverwüstliche Schlager, komische Chargen und die passable, aufwendige Choreographie beleben einen Revuefilm, der Marika Rökk auf dem Höhepunkt ihrer Karriere zeigt“, so der film-dienst.
Cinema beschrieb den Film: „Naturbursche liebt Stadtpflanze. Fazit: Buntes Ufa-Spektakel aus düsterer Zeit“.
Der Evangelische Film-Beobachter kam zu folgendem Ergebnis: „Ein ehemals sehr erfolgreicher Revue-Film mit Marika Rökk, dessen Ausgrabung sich zwar nicht so recht lohnt, der aber nicht schlechter unterhält als ein neuerer Klamaukfilm.“